# Max Sudhues
Max Sudhues (* 1977 in Münster, Nordrhein-Westfalen) ist ein deutscher Licht- und Installationskünstler. Er lebt und arbeitet in Berlin.

## Werdegang
Max Sudhues studierte von 1999 bis 2005 an der Kunstakademie Münster bei Paul Isenrath, Guillaume Bijl und Timm Ulrichs, der ihn zum Meisterschüler ernannte. Von 2002 bis 2003 verbrachte Sudhues ein Austauschsemester an der Staatlichen Hochschule für Bildende Künste – Städelschule in der Klasse von Thomas Bayrle. 2006 schloss er ein Postgraduales Studium am Hoger Instituut voor Schone Kunsten, Antwerp and Ghent in Belgien an.

„Seine raumbezogenen Inszenierungen entwickelt der Künstler Max Sudhues mittels analoger und digitaler Lichtprojektion, Videoinstallation oder Materialcollage. Als Ausgangspunkt dienen einfache Materialien, zumeist alltägliche Gegenstände, die neu arrangiert, teils in Bewegung gesetzt und im Zusammenspiel von Licht und Schatten eine überraschende Ästhetik und ein narratives Potential entfalten.“

## Ausstellungen (Auswahl)

### Einzelausstellungen
- 2007: In der Hitze des Tages. Kunstverein Leverkusen, Schloss Morsbroich, Leverkusen
- 2008: Draaiende Steden / Turning Cities. Stedelijk Museum voor Actuele Kunst – Kunst Nu Ruimte, Gent
- 2009: HerderRaumFürKunst, Köln
- 2010: Home Before Dark. Nassauischer Kunstverein, Wiesbaden
- 2012: Auseinandernehmen. Galerie Christian Lethert, Köln

### Ausstellungsbeteiligungen
- 2006: Leere X Vision. Quartier Radewig and Marta Herford, Herford
- 2007: Transfer NRW-Türkei. Ludwig Forum für Internationale Kunst, Aachen, Museum Bochum – Kunstsammlung, Bochum
- 2008: Ausflug 3. Galerie Münsterland, Emsdetten
- 2009: Eine Höhle für Platon. Montag Stiftung Bildende Kunst, Bonn; mit Jürgen Albrecht, Harald Fuchs, Carsten Gliese, Andreas M. Kaufmann, Mischa Kuball und Vollrad Kutscher. Villa Ingenohl, Bonn[3]
- 2010: Ghosts as Guests. Lichtkunst-Biennale Ruhr, Unna
- 2010: HISK-Guestroom. Museum Het Domein, Sittard
- 2010: Sense of wonder. Museum Ostwall im Dortmunder U, Dortmund
- 2011: Franco Kappl, Sven Stuckenschmidt, Max Sudhues. Neues Problem, Berlin
- 2012: Screening. Organisiert von Astrid Busch; Deutsches Haus in der NYU, New York City
- 2013: A Secret Garden. CIAT Contemporary Institute for Art and Thought, initiiert von Antonia Low, Berlin
- 2013: Reframing The Ordinary. Lothringer13, München
- 2013: Schauplatz Stadt. Kunstmuseum Mülheim an der Ruhr, Mülheim an der Ruhr
- 2013: Lichtrouten Lüdenscheid. Lüdenscheid
- 2014: Kulturstiftung Sparkasse Unna. Zentrum für Internationale Lichtkunst, Unna
- 2015: Playing Future. Kunsthalle zu Kiel, Kiel

## Auszeichnungen (Auswahl)
- 2006/07: DAAD-Stipendium für Belgien
- 2008: Förderpreis Bildende Kunst, GWK, Münster
- 2014: Sonderpreis, Kulturstiftung Sparkasse Unna